# Kholpetua
Kholpetua és un riu de Bangladesh al districte de Khulna, una derivació del Kabadak del que se separa prop d'Asasuni. Segueix inicial un curs cap a l'oest però al cap de poc rep les aigües del Budhata Gang, i gira al sud fins a unir-se al Galghasia, fins que el riu unit arriba als Sundarbans i s'uneix altre cop al Kabadak, ja a pocs quilòmetres del lloc on aquest riu desaigua al Pangasi.